# Isla de las Palmas
Isla de las Palmas (en portugués: Ilha das Palmas) es una isla localizada en Santos, un municipio portuario sede de la Región Metropolitana de Baixada Santista, localizado en el litoral del estado de São Paulo, en Brasil. Alberga el Club de Pesca de Santos, club solo para socios y visitantes acompañados, donde es posible entrar en el mar, Utilizar un flotante (pedazo de madera que está flotando en el mar y donde las personas se broncean), Adentrarse en sus dos piscinas y pescar.